# Tullio Gozzi
Tullio Gozzi (1874 – 1924) è stato un ingegnere italiano.

## Biografia
Proveniente da una famiglia di mercanti di legnami, si laurea a Padova in Ingegneria civile nel 1898 a 24 anni. 
La poliedrica attività professionale dell'ing. Gozzi è testimoniata da numerosi progetti realizzati nei settori edilizio, elettrico, idrico, per complessive 300 opere realizzate in soli 20 anni. 
Autentico pioniere e sperimentatore nell'uso del cemento armato, è il progettista e direttore lavori del primo ponte in cemento armato realizzato a Verona con il sistema Hennebique sul torrente di Avesa nel 1908. Dedica il ponte a Francesco Paiola, celebre chirurgo morto a Venezia nel 1816 e la "briglia" nel 1906, opera destinata alla correzione dell'assetto dei corsi d'acqua ed applicata allo stesso torrente di Avesa.  Progetta e realizza a Verona e nei comuni limitrofi molte opere idrauliche e idroelettriche, oltre a palazzi civili in stile Liberty, come la "casa da pigione" a borgo Venezia (1911) e il progetto di scuole comunali a Grezzana del 1914. Elettrifica edifici, industrie e interi settori della città.
Gozzi amava definirsi ingegnere "civile-elettricista", come citava anche la targa del suo studio a Verona. Si sposa con Anna Benini (1877-1969) ed ha tre figli, dei quali solo Antonluigi, ingegnere industriale-meccanico, seguirà le orme paterne. 
Durante la prima guerra mondiale è capitano del Genio militare.

## Archivio
I fascicoli del Fondo Tullio Gozzi, conservati in buste, contengono relazioni, stime di case, documentazione per la messa in opera di impianti elettrici, liquidazioni di costruzioni, corrispondenza con i comuni (in particolare con il Comune di Avesa) in merito a lavori di costruzione di dighe, asili, gallerie stradali, ecc. 
Dopo la scomparsa di Tullio Gozzi a soli 50 anni, l'archivio è stato trasferito dallo studio di via Indipendenza a Verona alla residenza privata di Grezzana. Il figlio Antonluigi, anche lui ingegnere, ha incrementato l'archivio paterno avendo proseguito alcuni progetti del padre, tra cui l'acquedotto Rocca Martin Corso Chiavara (acquedotto comunale di Grezzana) e il riassetto della strada provinciale Stallavena - Bellori - Boscochiesanuova. 
L'archivio e la biblioteca tecnica sono conservati dagli eredi.